# エドガラス・ヤンカウスカス
エドガラス・ヤンカウスカス（Edgaras Jankausukas, 1975年3月12日 - ）は、リトアニア・ヴィリニュス出身の元サッカー選手、現サッカー指導者。元サッカーリトアニア代表。現役時代のポジションはフォワード。

## 人物
190センチを超える長身ながら、スピードと足元のテクニックを持っているプレーヤー。クラブ・ブルッヘなどを経て、1999年にはリーガ・エスパニョーラのレアル・ソシエダに移籍。リトアニア人としては初めてスペインリーグでプレーした選手となった。その後FCポルトでも活躍。
2016年から2019年までサッカーリトアニア代表の監督を務めた。

## 獲得タイトル

### クラブ
ジャルギリス
- リトアニアリーグ : 2回 (1991, 1992)
- リトアニアカップ : 3回 (1991, 1993, 1994)

クラブ・ブルッヘ
- ジュピラーリーグ : 1回 (1997-98)
- ベルギー・スーパーカップ : 1回 (1998)

ポルト
- プリメイラ・リーガ：2回 (2002-03, 2003-04)
- ポルトガル・カップ : 1回 (2002-03)
- ポルトガル・スーパーカップ : 2回 (2002, 2003)
- UEFAチャンピオンズリーグ : 1回 (2003-04)
- UEFAカップ : 1回 (2002-03)

ハーツ
- スコティッシュカップ : 1回 (2005-06)

### 代表
リトアニア代表
- バルティックカップ : 1回 (1991)

### 個人
- リトアニア年間最優秀サッカー選手賞 : 5回 (1997, 1998, 2000, 2001, 2004)